# Пётр (митрополит Киевский)

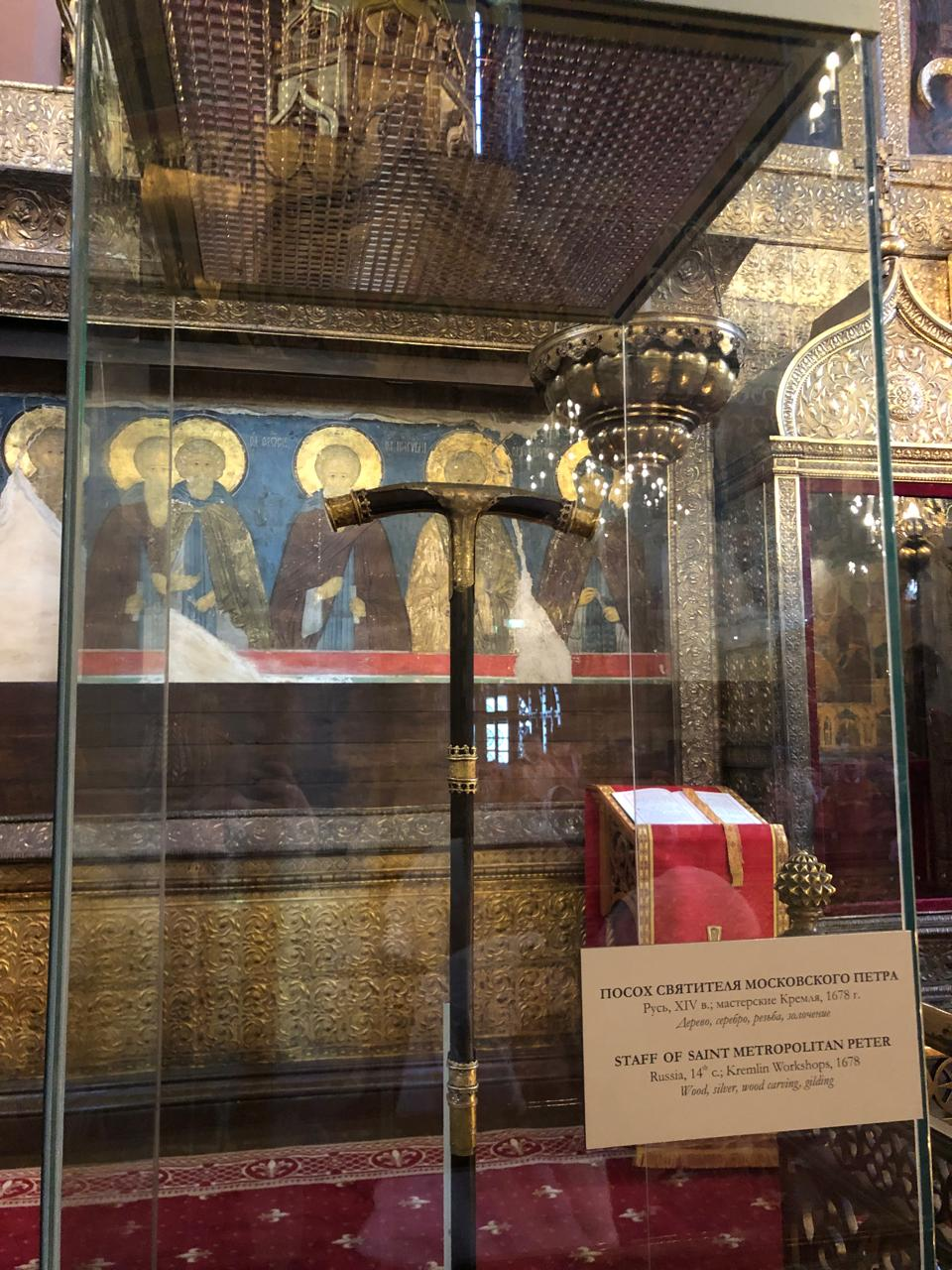
Архиерейский посох святителя Петра. Успенский собор Московского Кремля

Митрополи́т Пётр (около 1260 — 21 декабря 1326) — митрополит Киевский и всея Руси, первый из митрополитов Киевских, имевших (с 1325 года) постоянное местопребывание в Москве. Именуется Ратенским.
Церковно-государственная деятельность митрополита Петра дала основание современникам сравнивать его со святителями Василием Великим, Григорием Богословом и Иоанном Златоустом. Главный подвиг Петра — борьба за единство Русского государства и благословение Москвы как собирательницы Русской земли.
Канонизирован Русской церковью как святитель, память совершается:
- 24 августа (6 сентября) — перенесение мощей,
- 5 (18) октября — Собор Московских святителей,
- 21 декабря (3 января),
- третья неделя по Пятидесятнице — Собор Галицких святых.

## Биография
Родился на Волыни во второй половине XIII века от благочестивых родителей Феодора и Евпраксии. Согласно житию святого, ещё до рождения сына в сонном видении Господь открыл Евпраксии благодатную предызбранность её сына. Повествуют, что Пётр с малолетства был косноязычен и весьма непонятлив, но, благодаря чудесному явлению некоего святого мужа, «отверзлись уста Петровы и озарились мысли светом». В 12 лет Пётр поступил в монастырь. К тому времени он успешно изучил книжные науки и с особой ревностью стал исполнять монастырские послушания. Много времени уделял будущий святитель внимательному изучению Священного Писания и обучился иконописанию.

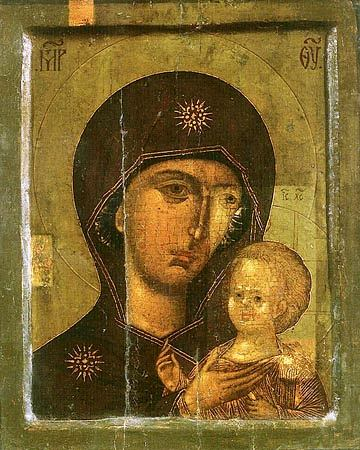
Петровская икона Божией Матери

Иконы, написанные иноком Петром, раздавались братии и посещавшим монастырь христианам. Его авторству принадлежит первая московская чудотворная икона, получившая название «Петровская». За добродетельную подвижническую жизнь игумен обители рукоположил инока Петра в сан иеромонаха.
После многолетних подвигов в монастыре иеромонах Пётр, испросив благословение игумена, оставил обитель в поисках уединённого места. На реке Рате (левый приток Западного Буга) он поставил келью и стал подвизаться в безмолвии. Впоследствии на месте подвигов образовался монастырь, названный Новодворским. Для приходивших иноков был выстроен храм во имя Спаса. Избранный игуменом, Пётр кротко наставлял духовных чад, никогда не гневался на провинившегося инока, словом и примером поучал братию. О добродетельном игумене-подвижнике стало известно далеко за пределами обители. Нередко в монастырь приходил князь Галицкий Юрий Львович, чтобы услышать духовные наставления святого подвижника.
Однажды обитель посетил киевский митрополит Максим, обходивший Русскую землю со словом поучения и назидания. Принимая святительское благословение, игумен Пётр принёс в дар написанный им образ Успения Пресвятой Богородицы, перед которым святитель Максим до конца своей жизни молился о спасении вверенной ему Богом Русской земли.

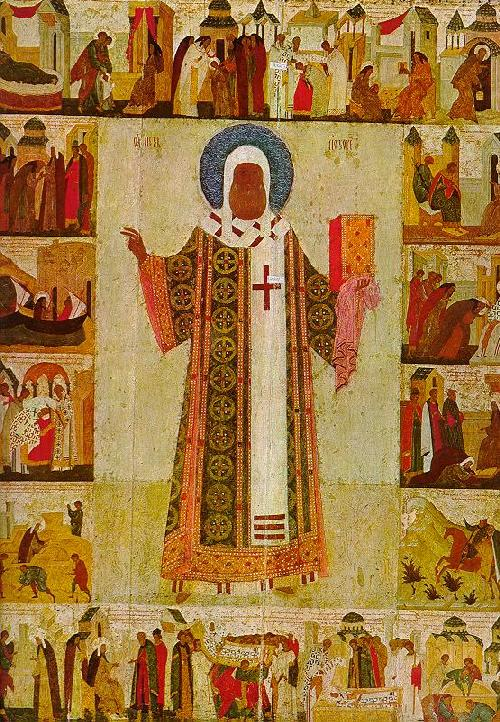
Икона работы Дионисия, 1480-е годы

В 1299 году митрополит Максим окончательно оставил Киев и поселился во Владимире на Клязьме. Недовольный этим великий князь Галицкий Юрий Львович захотел иметь своего собственного митрополита. С этой целью он избрал Петра и отправил его в Константинополь для посвящения; но именно в это время умер митрополит Максим (1305), и патриарх Афанасий посвятил Петра не в митрополиты Галицкие, а митрополитом Киевским и всея Руси.
В то же время тверской князь Михаил Ярославич направил к патриарху Константинопольскому своего сподвижника и единомышленника игумена Геронтия с просьбой о поставлении его на кафедру Русской митрополии. Плывшему Чёрным морем Геронтию ночью во время бури явилась Божия Матерь и сказала: «Напрасно трудишься, сан святительский не достанется тебе. Тот, кто написал Меня, Ратский игумен Пётр, возведён будет на престол Русской митрополии». Слова Божией Матери в точности исполнились.
Патриарх Константинопольский Афанасий I с Синодом возвёл на Киевскую и всея Руси митрополию Петра, передав ему святительские облачения, жезл и икону, привезённые Геронтием. По возвращении на Русь в 1308 году митрополит Пётр в течение года пребывал в Киеве, но беспокойства, угрожавшие этому городу, заставили его, по примеру предшественника его, Максима, жить во Владимире на Клязьме, куда он и переехал в 1309 году.
В это время шла борьба за великокняжеское достоинство между Михаилом Тверским и Юрием Московским. Митрополит Пётр принял сторону последнего, вследствие чего возведено было на святителя обвинение перед патриархом со стороны тверского епископа Андрея. Для суда над святителем Петром был созван в 1313 году Собор в Переяславле, признавший обвинение Андрея клеветой. Позже патриарх Нифонт I обличил Петра на Поместном соборе, где высказался о нём так: «Еще же паче горше митрополит творит — мзды емлет от ставления, яко и корчемит есть, продает благодать Святаго Духа».
Много трудностей испытал первосвятитель в первые годы управления Русской митрополией. В страдавшей под татарским игом Русской земле не было твёрдого порядка, и святителю Петру приходилось часто менять места своего пребывания. В этот период особенно важны были труды и заботы святителя об утверждении в государстве истинной веры и нравственности. Во время постоянных объездов епархий он неустанно поучал народ и духовенство о строгом хранении христианского благочестия. Враждовавших князей он призывал к миролюбию и единству.
Сей кроткий архипастырь умел быть и строгим. За важное преступление относительно Церкви или Отечества он без сомнения лишил епископского сана Измаила Сарского и предал анафеме одного опасного еретика Сеита, обличённого им в богопротивном умствовании, но не хотевшего раскаяться.
В начале 1313 году, когда ханом сделался Узбек, первый из ханов принявший ислам, святитель Пётр отправился в Орду. Его приняли там с честью и отпустили с новым ярлыком. Все прежние льготы духовенства были подтверждены и прибавлена новая: все церковные люди по всем делам, не исключая и уголовных, были подчинены суду митрополита.
Уже летом 1313 года, Константинопольский патриарх Афанасий, по заявлению Тверского Епископа Алексея начал уголовное дело против Петра. На суд над Петром, который проходил в Переславле-Залесском, собрались многие князья. Петра обвиняли в торговле церковными должностями (симонии), но оправдали. Ряд историков сходится на том, что Петр попал под защиту Орды и Московского князя Ивана Калиты. Именно их дружба позволила перенести митрополичью кафедру из Владимира в Москву и в последующем именовать Московских князей Великими.
Когда после смерти князей Михаила Тверского и Юрия Московского князь Александр Михайлович Тверской получил от хана ярлык на великое княжение и вступил в борьбу с Иваном Даниловичем (Калитой) Московским, святитель Пётр принял сторону последнего.
В 1325 году святитель Пётр по просьбе великого князя Ивана Калиты перенёс митрополичью кафедру из Владимира на Клязьме в Москву. Это событие имело важное значение для всей Русской земли. Святитель Пётр пророчески предсказал освобождение от татарского ига и будущее возвышение Москвы как центра всей России.
По желанию и совету святителя Петра Иван Калита заложил 4 августа 1326 года в Москве на площади первую церковь каменную во имя Успения Пресвятой Богородицы. «Если ты», — сказал святитель великому князю, — «успокоишь старость мою и возведёшь здесь храм Богоматери, то будешь славнее всех иных князей, и род твой возвеличится, кости мои останутся в сем граде, святители захотят обитать в оном, и руки его взыдут на плещи врагов наших».
Согласно Василию Ключевскому, цитирующему друга и современника митрополита Петра — епископа Ростовского Прохора, митрополит Пётр умер в Москве в отсутствие Ивана Калиты. Однако, через более чем пятьдесят лет после кончины митрополита Петра «серб Киприан» «написал более витиевато описание святителя», где приписал митрополиту Петру как кончину возле Ивана Калиты, так и авторство указанной выше фразы про предтечу современного Успенского собора Кремля.
Митрополит Пётр желал видеть строительство оконченным, но церковь Успения была освящена лишь 4 августа 1327 года, после кончины святителя.
21 декабря 1326 года святитель Пётр умер. Тело его было погребено в стене Успенского собора в каменном гробу, который он сам приготовил.

## Почитание
Глубокое почитание первосвятителя Русской церкви со дня его преставления утверждалось и распространялось по всей Русской земле, чему способствовало политическое возвышение Московского княжества.
Через 13 лет после кончины, в 1339 году, при святителе Феогносте, он был причтён к лику святых. У гроба святителя князья целовали крест в знак верности великому князю Московскому. Как особо чтимый покровитель Москвы святитель призывался в свидетели при составлении государственных договоров. Новгородцы, имевшие право избирать себе владык у Святой Софии, после присоединения к Москве при Иване III клятвенно обещали ставить своих архиепископов только у гроба святителя Петра чудотворца. При гробе святителя нарекались и избирались Московские первосвятители.
О Петре постоянно упоминают русские летописи, ни одно значительное государственное начинание не обходилось без молитвы у гроба святителя Петра.
1 июля 1472 года при перестройке Успенского собора были обретены его нетленные мощи.

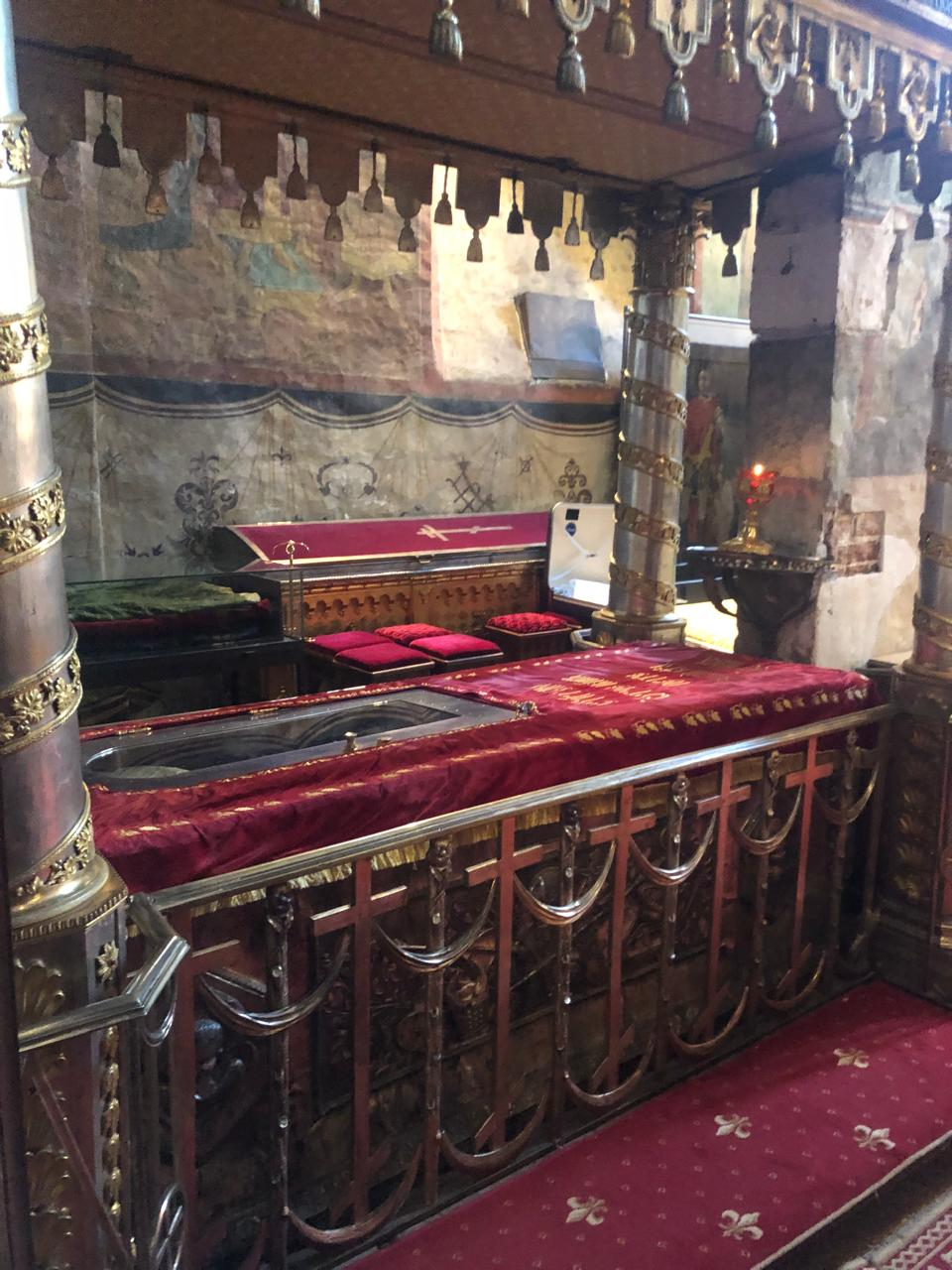
Рака с мощами в алтаре Успенского собора Московского Кремля

Перенесение мощей святителя Петра состоялось после освящения вновь построенного Успенского собора, 24 августа 1479 года; празднование 1 июля было отменено.
Известно также празднование проявления мощей святителя Петра (4 августа) по случаю явления супруге Иоанна Грозного царице Анастасии. Святитель Петр явился царице Анастасии и запретил открывать свой гроб. Он повелел запечатать гроб печатью и установить праздник.

### Гимнография
| Тропарь Петру, митрополиту Московскому, всея России чудотворцу: Яже прежде безплодная, земле, ныне веселися: се бо Христос светильника в тебе показа, яве сияюща в мире и исцелевающа недуги и болезни наша. Сего ради ликуй и веселися со дерзновением: святитель бо есть Вышняго, сия соделоваяй. | Перевод: Земля, которая была прежде бесплодной — теперь веселись! Ведь теперь Христос светильника в тебе явил, явно сияющего в мире и исцеляющего наши недуги и болезни. Поэтому ликуй (Земля) и веселись с дерзновением! Это святитель, Вышнего Бога служитель, это он делает эти чудеса! |

| Тропарь Перенесение мощей: Наста днесь всечестный праздник пренесения честных мощей твоих, святителю Петре, веселя изрядно твое стадо, и верное отечество, и люди, о нихже не оскудевай, моляся Христу Богу, еже от Него дарованной ти пастве сохранитися от враг ненаветованней и спастися душам нашим. | Перевод: Сегодня настал всечестной праздник перенесения твоих честных мощей, о святитель Петр! Он очень веселит твое стадо, и твое верное отечество, и всех людей, Так ты не скупись для них, когда молишься Христу Богу, чтобы данной тебе от Него пастве сохраниться от врагов не оклеветанной, и спастись душам нашим! |

| |  |  |
| Храмы, освящённые в честь Петра митрополита (слева направо): в Высоко-Петровском монастыре в Москве; в Санкт-Петербурге; в Переславле-Залесском |  |  |

## Труды
От святителя Петра сохранилось три послания.
— Первое послание к священникам с увещанием достойно проходить пастырское служение, усердно пасти духовных чад. Оно заканчивается изложением церковного законоположения о вдовых священниках: с целью ограждения их от нарекания и соблазнов им предлагалось поселяться в монастырях, а дети должны были определяться на воспитание и обучение в монастырские школы.
— Во втором послании святитель Петр призывает священников быть истинными пастырями, а не наёмниками, заботиться об украшении себя христианскими и пастырскими добродетелями.
— В третьем послании святитель Пётр снова даёт наставления священникам об их пастырских обязанностях, а мирян увещевает исполнять заповеди Христа.
Сохранилось шесть посланий, приписываемых митрополиту Петру.